# Cinese degli Han orientali
Il cinese degli Han orientali (Eastern Han Chinese o EHC), noto anche come cinese degli Han posteriori (Later Han Chinese, LHan o LHC, in cinese 晚期上古汉语), è una varietà di cinese parlata durante il regno degli Han orientali. La lingua è attestata, ma la fonologia è interamente ricostruita. La lingua viene indicata come una fase di intermezzo e di passaggio tra il cinese antico imperiale (parlato durante la prima dinastia Han) e il primo cinese medio, se si esclude un intervallo di 200 anni in cui si parla il cinese della dinastia Jin.
A seconda dei punti di vista, il cinese degli Han orientali viene classificato come "tardo cinese antico" o come una varietà a sé.

## Contesto storico culturale e linguistico

### La dinastia Han orientale
Il cinese degli Han orientali si colloca durante l'esistenza della dinastia degli Han orientali, quindi dal 25 d.C. al 220 d.C.
Nel 9 d.C., il trono imperiale appartenente all'imperatore Ruzi Ying degli Han (la seconda dinastia imperiale dopo l'effimera dinastia Qin) venne infatti usurpato dal reggente dell'imperatore, Wang Mang. Quest'ultimo istituì l'altrettanto effimera dinastia Xin, durata dal 9 al 23 d.C. Wang Mang, dopo pochi anni di regno, venne ucciso a causa delle sue politiche rivoluzionarie ma malaccorte durante la rivolta dei sopraccigli rossi. Dopo due anni di guerriglia civile tra i discendenti degli imperatori Han e i sopraccigli rossi, nel 25 l'imperatore Guangwu riuscì a ristabilire la dinastia Han e a fare giustiziare i capi dei sopraccigli rossi. La nuova capitale della dinastia degli Han orientali fu spostata da Chang'an (oggi Xi'an) a Luoyang (洛阳), nello Henan, nel punto di convergenza tra il fiume Luo e il fiume Giallo. Durante le rivolte contro Wang Mang, le regioni occupate di Corea e Vietnam riuscirono a ribellarsi, ma vennero presto riconquistate dagli Han orientali. Gli Han avevano il controllo di tutto il territorio dell'impero, eccetto nelle zone di confine che erano oggetto di attacchi da parte delle tribù Xiongnu non alleate degli Han, ma erano indeboliti rispetto al primo periodo della dinastia e gli imperatori erano spesso vittime di intrighi di palazzo da parte degli eunuchi.
Nel 184, la rivolta dei turbanti gialli di Zhang Jue viene sedata ma contribuisce a indebolire ulteriormente gli Han orientali. La prima rivolta contro il potere eccessivo degli eunuchi a corte da parte dei fratelli Yuan Shao e Yuan Shu fallì: anche se riuscirono a uccidere 2000 eunuchi a seguito di una rappresaglia, l'imperatore nel mentre fuggito riuscì a tornare nella capitale e il generale Dong Zuo mise in fuga Yuan Shao per poi instaurare sul trono l'ultimo imperatore Han, Xian.
Successivamente, il generale Dong Zuo venne avvelenato dal figliastro per una congiura: l'imperatore Xian fuggì, spostò la capitale e si mise sotto la protezione del governatore della storica provincia di Yan, il generale Cao Cao. Nella storica battaglia di Guandu (nei paraggi del fiume Giallo) del 200, Cao Cao sconfisse Yuan Shao, nonostante quest'ultimo fosse in superiorità numerica. A seguito della battaglia, Cao Cao decise di fondare un proprio regno, Cao Wei, affiancato a due regni rivali: Shu Han e Wu orientale. L'imperatore Xian era ormai un pupazzo nelle mani di Cao Cao siccome si limitava a eseguire ogni suo ordine contro minaccia; Cao Cao si spinse anche a fare uccidere la moglie dell'imperatore e i due figli, potenziali eredi al trono.
Era ufficiosamente finita la dinastia Han ed era iniziato un nuovo periodo di scontri e divisioni nella storia della Cina antica, detto "periodo dei Tre Regni" che avrebbe visto anche una prima invasione da parte dei mongoli della Cina (dinastia Jin).
La dinasta Han finisce ufficialmente nel dicembre 220: poco dopo la morte di Cao Cao, il figlio Cao Pi, neo-sovrano di Cao Wei, forzò l'imperatore Xian a presentare formalmente le proprie dimissioni da imperatore, anche per timore che potesse reclamare in qualche modo il trono di Cao Wei o una qualche posizione di potere, e gli conferì un semplice titolo di duca che Xian conservò fino alla morte nel 234. Siccome nessuno si autoproclamò imperatore e non erano rimasti eredi al trono degli Han, con le dimissioni forzate di Xian anche la prima fase imperiale della Storia cinese si chiuse.
Tale periodo termina solo con la riunificazione della Cina sotto a un potere imperiale centrale da parte della dinastia Sui, seguita dalla dinastia Tang e Song.

### Contesto linguistico-culturale
Durante il periodo degli Han orientali, il buddismo è entrato nell'impero cinese grazie alle traduzioni dei primi testi in lingue indiche, solitamente il sanscrito classico o il practico. Il primo monaco che ha compiuto traduzioni di sutra buddisti in cinese è stato An Shigao, insieme al discepolo An Xuan e al collega di An Xuan, Yan Fudiao. Svariate opere tradotte da questo trio di traduttori sono sopravvissute. Nelle loro opere, si notano le prime parole indiche adottate come calchi fonici in cinese sfruttando i sinogrammi e la pronuncia del tempo. La religione di Stato ufficiale era comunque il confucianesimo, in base a quanto istituito dagli imperatori Han.
In questo periodo, si contano molte opere di glossatura di testi antichi, per esempio per interpretare passaggi oscuri o per chiarire la pronuncia di sinogrammi rari. In particolare, al tempo erano attive due scuole di pensiero in lotta tra loro: la Nuova Scuola e la Vecchia Scuola. La Nuova Scuola studiava e insegnava i testi confuciani senza ammettere nessuna modifica al testo e nessuna ipotesi sull'interpretazione dei testi. Di contro, gli studiosi della Vecchia Scuola effettuavano studi filologici per emendare i testi confuciani da presunte incrostazioni e stratificazioni dovute ai secoli di trasmissione, che hanno provocato alterazioni accidentali o volute; inoltre, in ambito esegetico, ammettevano la possibilità di interpretare un passaggio e di discutere più interpretazioni contrastanti; infine, nell'ambito di sinogrammi poco chiari a livello di significato, uso in contesto e pronuncia, si premuravano di illustrare il significato, uso e pronuncia in dei commentari ai testi classici riempiti di glosse. La Vecchia Scuola, a causa della debolezza della dinastia Han orientale verso la sua fine e degli sforzi dirottati a reprimere i disordini continui, ebbe uno scarso seguito presso l'Imperatore.
Intorno al 110 d.C., si colloca lo Shuowen Jiezi di Xu Shen, il primo dizionario cinese che riporta un sistema di classificazione dei sinogrammi in radicali (poi soppiantati dai radicali Kangxi) e un sistema di indicazione della pronuncia detto pian1pang2, usato anche nel Qieyun e nella sua espansione, il Guangyun. Si assiste anche alla continua proliferazione di sinogrammi per meglio servire la macchina burocratica imperiale; tali sinogrammi venivano solitamente coniati tramite il modello pianpang, per cui un radicale indicava la sfera semantica del carattere, mentre una chiave di lettura indicava solitamente la pronuncia. Fino alla dinastia Qin, i sinogrammi attestati sono almeno 5000.
Durante la dinastia Han, in generale sono prodotti i primi testi su carta, che si è dunque affiancata agli oggetti in bronzo, ai drappi di seta, alla pietra e ai libri fatti di listelli di bambù rilegati e arrotolabili. La carta veniva prodotta facendo bollire le canne di bambù in un calderone: le canne venivano poi private della pelle, che veniva disintegrata con sassi e pestelli. Infine, si mescolava con della resina che fungeva da collante naturale mista ad acqua e, tramite un setaccio, si otteneva un foglio. Il foglio umido veniva poi pressato e lasciato ad asciugare. L'inchiostro per scrivere su carta era ottenuto mescolando la fuliggine con della resina sciolta in un pentolino sul fuoco. L'inchiostro, ridotto a un impasto denso, veniva poi pressato in uno stampino, lasciato seccare e trasformato dunque in un mattoncino. Il mattoncino di inchiostro si scioglieva con l'acqua e sfregandolo su una pietra piatta ma piena di piccole irregolarità, detta "pietra per inchiostro". Per scrivere, si usava un rudimentale pennino, cioè un bastoncino di legno appuntito. La grafia venne migliorata con l'applicazione di un cappuccio in cuoio al pennino. Solo più avanti venne inventato il pennello con i peli. L'arte calligrafica cinese conobbe la sua prima ascesa grazie all'invenzione del pennello e carta e all'acquisizione di importanza sempre maggiore della scrittura.
A livello linguistico, durante la dinastia Han orientale si parla una varietà storica di cinese a metà tra il cinese antico imperiale e il primo cinese medio, che consiste in un cinese ancora atonale e con i cluster a inizio sillaba e svariati suoni ereditati dal cinese antico che però mostra i primissimi segnali di evoluzione: durante la dinastia Han, si iniziano a coniare i vocaboli bisillabici, che nel cinese antico sono pressoché inesistenti. Inoltre, la grammatica delle opere letterarie si riempie maggiormente di particelle rispetto al cinese risalente alle prime attestazioni e fino almeno al periodo Qin. In altre parole, nasce il cinese classico (wenyan), contrapposto al cinese pre-classico (guwen), che ha una grammatica ben diversa siccome è più snella e appartiene a un periodo linguistico e letterario molto più arcaico.
Dalla lettura e studio di un'opera del periodo degli Han orientali, il Fangyan, emerge come il cinese degli Han orientali, alla pari del cinese antico, non fosse una lingua unita, ma un insieme di dialetti e varietà. Lo Shuowen Jiezi di Xu Shen mostra indirettamente una suddivisione simile. I gruppi dialettali del tempo sono 6:
- dialetti centrali
- dialetti settentrionali
- dialetti meridionali
- dialetti occidentali
- dialetti orientali
- dialetti sudorientali

Il cinese degli Han orientali, la cui fine coincide con la data simbolica del 220, è seguito dal cinese della dinastia Jin, una varietà a sua volta intermedia parlata nell'arco di circa 200 anni e precedente il primo cinese medio (420-907). Siccome non esistono ancora ricostruzioni del cinese della dinastia Jin, non si sa se questa varietà di cinese era più simile al cinese degli Han orientali o era già proiettata verso il primo cinese medio (e.g., perdita dei cluster e tonogenesi).

## Fonti per la ricostruzione
La prima fonte che permette di ricostruire specificatamente la fonetica del cinese degli Han orientali è una ricostruzione completa del primo cinese medio, centrata su un celebre rimario detto Qieyun (scritto da Lu Fayan), sulla sua espansione, detta Guangyun, e su svariate glosse nel Jingdian Shiwen (经典释文) scritto da Lu Deming (陸德明), un testo che commenta i classici della letteratura cinese. Il primo cinese medio è la varietà di cinese parlata successivamente al cinese degli Han orientali, se si ignora il cinese della dinastia Jin, di cui non sono disponibili ricostruzioni al momento. Il primo cinese medio è stato ricostruito attraverso lo studio delle attestazioni antiche dei dialetti cinesi conservativi come i minnan, il cantonese (soprattutto per le consonanti finali) e lo shanghainese (per le consonanti iniziali). A questi dati, si affiancano i prestiti cinesi nelle lingue limitrofe risalenti al primo cinese medio: le lingue in questione sono il giapponese, il coreano e il vietnamita. La pronuncia dei prestiti era indicata per la prima volta con alfabeti: il sillabario kana nel giapponese (usato come furigana accanto ai kanji), l'hangeul nel coreano (promulgato dall'imperatore Sejong il Grande della dinastia Joseon nell'ottobre 1443) e l'alfabeto portoghese riadattato nel vietnamita. Un'importante ricostruzione del primo cinese medio basata sul Guangyun è quella di William Baxter (2011).
Dopodiché, la seconda fonte è una ricostruzione completa e aggiornata del cinese antico almeno fino al primo periodo imperiale, che corrisponde alla dinastia Qin, alla dinastia Han occidentale e alla dinastia Xin. Il cinese antico si basa sia su una ricostruzione del primo cinese medio affiancata all'osservazione di alcune rime nelle opere letterarie del cinese antico (e.g., Shijing), sull'osservazione delle varietà di scrittura dei caratteri (una variante può avere una chiave di lettura che contiene informazioni sulla pronuncia originale, riflettuta da una grafia diversa del carattere), sullo studio delle pronunce nelle glosse di testi antichi e sull'individuazione e studio del substrato di cinese antico nelle proto-lingue confinanti (e.g., vietnamita, coreano). Un'importante ricostruzione con tratti innovativi e aggiornata alle celebri scoperte nelle grotte di Guodian (ottobre 1993) è quella di William Baxter e Laurent Sagart (2014).
Di base, per ricostruire il cinese degli Han orientali, è sufficiente osservare il cinese antico, il primo cinese medio e elaborare una lingua a metà tra le due che spiega e illustra con delle leggi regolari l'evoluzione del cinese antico in primo cinese medio, anche in assenza della ricostruzione del cinese della dinastia Jin. Tuttavia, per avere una migliore cognizione della pronuncia nel periodo degli Han orientali, è necessario anche osservare le glosse di testi antichi scritte da studiosi vissuti durante questo periodo linguistico. Queste glosse illustravano la pronuncia di caratteri rari, difficili da leggere, errati o facili da scambiare con altri caratteri e sono reperibili nei libri di commentari. Alcuni commentari sono sopravvissuti parzialmente o interamente, mentre altri commentari sono andati perduti ma parte delle glosse sono pervenute perché copiate da altri autori (per cui le loro opere diventano fonti secondarie di glosse). Probabilmente, molti di questi commentari e glosse sono stati generati proprio dalla Vecchia Scuola, siccome era una scuola di pensiero orientata per definizione agli studi filologici e esegetici di testi classici. Le glosse sulla fonetica sono elaborate con la frase "Il carattere [X] si legge (come) [Y]", a volte con tono di incertezza:
- X 读 Y
- X 读为 Y
- X 读如 Y
- X 读若 Y (uno dei pattern più rari)
- X 读曰 Y
- X 读与 Y 同
- X 声如 Y
- X 古者曰 Y (lett. "X, gli antichi dicono Y")
- X 音 Y (questo pattern appare tardivamente)
- X 读皆为 Y ("X si legge sempre/in ogni occorrenza come Y")
- X (读)当为 Y ("X si legge probabilmente come Y")
- X 当作 Y (lett. "X dovrebbe fungere da Y")

Altre glosse spiegano che un sinogramma in un testo è errato, offrono il sinogramma corretto (per cui dunque la frase diventa di senso compiuto) e spiegano che l'errore deriva dalla pronuncia identica o simile dei due caratteri nel periodo degli Han orientali. Ad esempio, X 读为 Y, 声之误也. Altre volte, correggono un carattere solo perché graficamente scorretto, per cui non si offrono grandi informazioni sulla pronuncia (e.g., quando a un carattere manca il suo radicale o ha un radicale errato): 字之误也. Altre volte, non solo si segnala l'errore di pronuncia, ma si indica perfino l'area dialettale da cui proviene l'errore, per cui ai dati fonetici si aggiungono inavvertitamente dati geografici e di socio-linguistica: X 语声之误也. Quando una glossa riporta degli esempi concreti in cui un carattere si pronuncia in un determinato modo, un tipico introduttore è per esempio "X 读 Y, 后放此" hou4 fang3 ci3 (lett. "il seguito si basa su questo", dove la sillaba si pronuncia fang3 e non fang4).
Autori di glosse del periodo degli Han orientali sono Gao You (高诱, c. 168-212), Fu Qian (服虔), Ying Shao (應劭, c. 144-204, autore del Fengsu Tongyi 風俗通義 di cui sono pervenuti 10 capitoli su 30) e Zheng Xuan (郑玄, 127-200). Riguardo a Zheng Xuan, alcune glosse sono attribuite a lui e riportate nel Jingdian Shiwen di Lu Deming; tuttavia, forse furono scritte parzialmente dai suoi discepoli. Gran parte di questi studiosi apparteneva alla Vecchia Scuola. Dall'esempio di Lu Deming, si nota come un glossatore a volte riportava a sua volta glosse di altri glossatori a lui precedenti. Lo stesso Zheng Xuan, oltre ad avere scritto glosse riportate da autori posteriori anche di secoli, a sua volta in un commentario dello Zhouli aveva riportato delle glosse provenienti da ben tre studiosi precedenti, Du Zichun (杜子春), Zheng Xing (鄭興 detto anche Zheng Dafu 鄭大夫) e il figlio Zheng Zhong (鄭眾).
Oltre a queste glosse, si conta la pronuncia di oltre 9300 sinogrammi (più oltre 1600 varianti) indicata nello Shuowen Jiezi di Xu Shen, pubblicato intorno al 100 d.C. La pronuncia è indicata per la prima volta con il sistema del fanqie: un primo carattere indica la pronuncia della consonante iniziale (che può anche solo essere un semplice colpo di glottide/stacco glottale), mentre un secondo carattere indica la pronuncia della finale (vocale +eventuale coda di sillaba). L'opera offre anche informazioni sulla derivazione grafica di alcuni sinogrammi, ma sono interpretazioni che a volte sono errate siccome Xu Shen si è basato sulla grafia nello stile del piccolo sigillo, che aveva stilizzato i caratteri e alterato la loro apparenza originale; inoltre, non conosceva e non ha potuto consultare le ossa oracolari e le versioni dei caratteri sui bronzi Shang e Zhou; infine, i caratteri con cui lavorava erano il frutto della prima standardizzazione della scrittura sotto la dinastia Qin. Siccome lo Shuowen Jiezi non è esente da errori, alcuni commentari hanno inserito correzioni, note e ulteriori glosse: la glossa più famosa è quella di Duan Yucai pubblicata nel 1815, dopo 30 anni di lavoro. Il fanqie, inventato da Xu Shen, è lo stesso sistema su cui si basa il Qieyun e il Jingdian Shiwen. Le glosse in fanqie nel periodo degli Han orientali appaiono come "(X 音) Y Z 反", che nel periodo del primo cinese medio e successivi diventano "X Y 切".
Oltre alle glosse, un'altra opera fondamentale per capire la divisione linguistica agli albori degli Han orientali è il Fangyan (方言), un vocabolario scritto nell'arco di 27 anni da Yang Xiong (揚雄, 53 a.C. - 18 d.C.). Il vocabolario ha la peculiarità di inserire molte pronunce dialettali ripescate da fonti precedenti. Le pronunce sono identificate geograficamente attraverso il riferimento agli Stati antichi, ovvero alla suddivisione antica della Cina imperiale. Il Fangyan, che è pervenuto quasi intero, illustrava almeno 9000 caratteri. Il primo vocabolario cinese comunque non è né lo Shuowen Jiezi né il Fangyan, bensì lo Erya, accompagnato da un suo supplemento e semplificazione, lo Xiao Erya; tuttavia, risalgono al cinese antico.
Insieme alle glosse, si contano anche le prime traslitterazioni di parole di lingue indiche (e.g., sanscrito classico e practico) nelle prime traduzioni di opere buddiste in Cina. A loro volta, le fonti di tali traslitterazioni, confezionate usando le sillabe e sinogrammi esistenti al tempo sono le prime traduzioni in cinese di tali testi. Le prime in assoluto sono quelle di An Shigao e dei bracci destri An Xuan e Yan Fodiao, che sono sopravvissute. Una volta lette le fonti e ritrovate le traslitterazioni (che si differenziano dalle traduzioni), si collegano al vocabolo originale e alla lingua indica del vocabolo. Dopodiché, conoscendo la pronuncia storica di consonanti e vocali della lingua indica (le lingue indiche avevano degli alfabeti, differentemente dal cinese), si osserva come le sillabe cinesi accomodano la pronuncia indica. Da questi controlli incrociati, emergono delle informazioni sulla possibile pronuncia in cinese degli Han orientali o perlomeno sulla variante dialettale sicuramente usata per tradurre: siccome il primo centro nevralgico di traduzione e diffusione delle scritture buddiste in Cina era la città di Luoyang, il dialetto usato era la parlata di Luoyang. I sutra sono sempre indicati con la sillaba finale jing1, 经, già usata per indicare i libri classici della letteratura cinese.
Infine, un libro pieno di ulteriori glosse molto particolare è lo Shi ming, una sorta di piccola enciclopedia organizzata in base a parole racchiuse in gruppi semantici. Le glosse dello Shi ming sono già state raccolte da Zhang Jinwu (張金吾) nel Guang Shiming (廣釋名) durante il periodo Qing. Le glosse di quest'opera sono le più particolari perché sono paronomastiche ("paronomastic glosses"), cioè spiegano il significato di una parola offrendo un'etimologia folk e superficiale; per la precisione, l'etimologia folk di una glossa paronomastica si basa specificatamente sulla paronomàsia, cioè un gioco di parole (che è anche una figura retorica utilizzabile in letteratura). Nel caso dello Shi ming, di svariati vocaboli viene indicato un vocabolo dalla pronuncia simile perché in rima di cui viene illustrata un'etimologia fantasiosa e folk, siccome uno studio etimologico serio può offrire delle derivazioni etimologiche o delle ipotesi più corrette e profonde; presumibilmente, questi giochi di parole erano una mnemotecnica del periodo Han per imparare la pronuncia di un sinogramma. Ad ogni modo, il fatto che i vocaboli vengano collegati a delle rime in delle glosse risalenti al periodo degli Han orientali dà inavvertitamente delle informazioni linguistiche per ricostruire la pronuncia di tali vocaboli e/o dei vocaboli usati per costruire la rima. Un'altra opera piena di glosse paronomastiche è il Baihu Tongyi (白虎通義) scritta presumibilmente da Ban Gu (班固), un'opera che rappresenta un dialogo su temi confuciani. Anche Zheng Xuan e Gao You scrissero o riportarono alcune glosse paronomastiche. Le glosse paronomastiche tipicamente compaiono come "X (者), Y 也", "X 之为言 Y 也", "X 之言, Y (也)".

### Esempi di analisi di glosse
I due esempi sono autentici e sono riportati con la ricostruzione del cinese medio di Li e la ricostruzione del cinese degli Han orientali di Coblin.
In un testo antico, una glossa del periodo degli Han orientali di Zheng Xuan illustra la pronuncia di un carattere di difficile lettura (presumibilmente a causa della rarità), 忒. Stando a quanto lui riporta, 忒 si legge come 慝 te4 (cantonese tik4), cosa in effetti vera anche nel cinese e cantonese contemporaneo. La ricostruzione già pronta in EMC di entrambi i caratteri è *thək, per cui, se si sta ricostruendo la consonante iniziale, emerge una piena corrispondenza tra i due suoni in una *th-. Pertanto, in questa sillaba, la *th- del primo cinese medio viene fatta discendere da una *th- ricostruita in LHan. Quindi non solo viene ricostruito il suono *th- in LHan, ma viene già collegato a un sinogramma e a molti altri attraverso l'osservazione di altre glosse che danno corrispondenze piene.
Tuttavia, in una prima glossa di controesempio, sempre Zheng Xuan spiega che un altro carattere, 体 ti3 (cantonese tai2), si pronuncia come 礼 li3 (cantonese lai5). In primo cinese medio, il primo carattere è *thiei:, mentre il secondo è *liei:. Un risultato analogo è dato in altre glosse in un gruppo di altri caratteri. Pertanto, la *th- del primo cinese medio ha almeno un'altra fonte secondaria di provenienza in LHan, che è anche un secondo suono ricostruito. Secondo Li e Coblin, tale suono è una consonante laterale sorda *hl-, che a livello sonoro è già simile a una *th-. Pertanto, le ultime due sillabe in LHan avevano una pronuncia identica ma in *hl-, poi evoluto in due direzioni diverse.

## Ricostruzione di Coblin (1983)

### Introduzione e fonti per la ricostruzione
La prima ricostruzione completa della fonologia del cinese degli Han orientali è stata effettuata da Weldon South Coblin in "A Handbook of Eastern Han Sound Glosses" (1983), che in più riassume alcuni suoi lavori pubblicati negli Anni '70. La ricostruzione di Coblin si basa sul corpus di glosse del periodo Han orientale, sugli adattamenti di vocaboli dal sanscrito classico o practico in cinese degli Han orientali, sulla ricostruzione del cinese antico e del cinese medio di Li Fang-Kuei (con l'uso della ricostruzione di Bodman per il cinese antico in casi sporadici). La trascrizione usata è il sistema di Li Fang-Kuei, con delle modifiche marginali.
Le ricostruzioni di Li Fang-Kuei sono oggi problematiche siccome non distingue le sillabe di tipo A e di tipo B in cinese antico attraverso l'introduzione della faringalizzazione nelle sillabe di tipo A, come postulato da Jerry Norman (1994) e come inserito nella ricostruzione del cinese antico di Baxter-Sagart (2014). Tale caratteristica viene proiettata da prima del 1250 a.C., anno della prima attestazione del cinese antico sulle ossa oracolari di Anyang, e viene proiettata fino al periodo dell'impero Han. Inoltre, lo studioso non ha potuto fruire dei ritrovamenti di testi pre-Qin nelle grotte di Guodian, avvenuti nell'ottobre del 1993.

### Trascrizione dell'EMC e EHC (Li-Coblin; Baxter)
La trascrizione del primo cinese medio Li-Coblin (1983) e Baxter (2011) è identica tranne per la trascrizione di alcuni gruppi di suoni. Chi conosce la Baxter ma non conosce la Li-Coblin e lavora con la ricostruzione dell'EHC usando studi accademici classici come quelli di Coblin potrebbe avere problemi a capire i suoni indicati da Li e Coblin.
I suoni retroflessi retroflessi sono indicati nella notazione di Li con un punto sotto alla lettera, esattamente come nelle romanizzazioni delle lingue indiche; nella notazione di Baxter (2011), sono indicati con una -r, che è facile da digitare su tastiera ma che può portare a una lettura errata da parte soprattutto dei principianti. I 6 casi sono dunque ḍ-, dẓ-, ṭ-, ṭh-, ṇ-, ṣ- (Li) > dr-, dzr- tr-, thr-, nr-, sr- (Baxter).
I suoni palatali sono trascritti da Li con un accento acuto sopra una consonante, mentre Baxter invece usa la lettera "-y-" per semplificare la digitazione. I 6 casi sono dunque dź-, tś-, tśh-, ńź-, ś-, ź- (Li) > dy-, *tsy-, *tshy-, *ny-, *sy- e *zy- (Baxter).
Il suono fricativo sonoro trascritto da Li con la lettera greca γ è trascritto da Baxter come *h.
Coblin trascrive lo stacco glottale/colpo di glottide a inizio sillaba con il simbolo IPA ˀ- come apice, mentre Baxter lo indica con un apostrofo.
Nelle vocali, la schwa (ə) è usata da Li per trascrivere una vocale in EMC la cui pronuncia effettiva è sconosciuta che Baxter invece trascrive con "+".
Successivamente, Li usa le lettere "ä" e "â" che invece Baxter indica come "ea" /ɛ/ e /a/; inoltre, Baxter non distingue tra "a" /a/ e "â" /ɑ/, due suoni ricostruiti diversi nella ricostruzione di Li.
Il tono piatto nell'EMC è lasciato non marcato sia da Li che da Baxter, come anche il tono entrante (semplicemente presente laddove è presente uno dei tre stop consonantici senza rilascio di suono: *-p, *-t, *-k); il tono crescente/ascendente dell'EMC è indicato da Li con due punti (:) dopo la sillaba, mentre il tono discendente è indicato con un trattino/hyphen (-) dopo la sillaba, e.g., "la:, la-". Baxter invece li indica con X e H (dove la "h" indica "high", cioè il registro acuto/alto della propria voce, da cui si parte a intonare il tono discendente).
In questo articolo, i cluster vengono evidenziati con dei trattini che separano le consonanti per rimarcare anche graficamente che siano dei cluster in pronuncia (scelta di trascrizione già adottata da Baxter-Sagart nella loro ricostruzione del cinese antico risalente al 2014).

### Consonanti iniziali
Tutte le sillabe usate per traslitterare parole buddiste (e dunque di lingue indiche) contenenti suoni bilabiali mostrano una corrispondenza perfetta con suoni bilabiali e talvolta con la /v/ indica, suono tuttavia non presente fino al primo mandarino in cinese, parlato durante il khanato mongolo (ovvero durante la dinastia Yuan). Pertanto, le bilabiali dell'EMC corrispondono con suoni bilabiali identici nell'EHC.
La stessa corrispondenza quasi perfetta avviene tra suoni dentali eccetto EMC *th-, che a volte confluisce con un'ipotetica *n- in EMC, stando ad alcune glosse del periodo Han orientale di Gao You, e con un'ipotetica *l-, stando alle glosse dello stesso periodo di Zheng Xuan, a due di Xu Shen, a un'altra di Gao You e a una dello Shiming, il che porta EMC *th- ad avere una fonte che non può essere *th- in EHC. La ricostruzione di Colbin indica EHC *hl- in base alla concordanza tra la maggioranza delle fonti; inoltre, Li Fang-Kuei ricostruì già al suo tempo un suono sordo dentale in cinese antico (lui, sulla base delle glosse di Gao You, ipotizzò fosse *hn-), mentre Bodman postulò l'esistenza di *hl- in OC proprio sulla base di tali glosse. In taluni casi, l'esito in EMC *th- viene collegato da altre glosse a ipotetici suoni velari in EMC come *kh-, per cui *th- deriva almeno in OC da un suono dentale preceduto da un suono velare, che forma un cluster; per esempio, già Bodman in base a questi dati aveva ricostruito OC *kh-l-.
I suoni retroflessi plosivi/occlusivi in EMC insieme a *ṇ- derivano da dei cluster in EHC aventi probabilmente una *-r- mediale come secondo membro ereditata, secondo Li, direttamente dal cinese antico precedente alla dinastia degli Han orientali. I suoni retroflessi in EHC erano già usati per trascrivere le parole indiche con suoni retroflessi nei testi buddisti, ma erano anche usati per trascrivere cluster con -r- al secondo membro, per cui la pronuncia di tali cluster secondo Coblin in EHC era di un cluster, a cui si aggiungeva una pronuncia alternativa e allofona di consonante retroflessa; quest'ultima pronuncia poi ha soppiantato quella di cluster entro il primo cinese medio. In un caso, le glosse puntano a un riflesso di ṭh in EMC in un ipotetico *l-, il che ha portato già Li a ricostruire un originale *h-lj, dunque un altro cluster.
I suoni retroflessi affricati tṣ, tṣh dẓ, a cui si aggiunge la retroflessa fricativa ṣ, hanno ipotetici riflessi in suoni dentali in EMC in base alle glosse, il che porta anche in tal caso a ricostruire dei cluster in EHC aventi probabilmente una *-r- mediale come secondo membro ereditata dal cinese antico; la ṣ- retroflessa sorda deriva in più da un'altra fonte sempre in base all'interpretazione delle glosse, che puntano a un'ipotetica *m- in EMC: questo suono in EMC deriverebbe in alcuni casi, da un cluster *smr- in EHC, come già sospettato da Li (la -m- come secondo membro probabilmente è caduta entro la prima attestazione del primo cinese medio).
La *l in EMC ha numerosi contatti, in base alle glosse, con ipotetici riflessi dentali in EMC *d e *ḍ; inoltre, nei testi buddisti, ha un ipotetico riflesso in EMC che corrisponde sia a una l- che una r- nelle lingue indiche. Coblin, seguendo un'ipotesi di Ladefoged (1971), ricostruisce un flap laterale, quindi una [ɺ] in IPA, una consonante sonora con la pronuncia a metà tra una [l] e una [d] e lontanamente simile a una [ɾ] monovibrante. Coblin non indica una lettera per questo suono, per cui qui in questo articolo si usa il simbolo IPA "ɺ", da cui *ɺ- (la "r" è scartata siccome è usata per scrivere i cluster e ha una pronuncia completamente diversa). La ricostruzione si affianca a quella di una *l- in EHC laddove le glosse e le trascrizioni di termini di lingue indiche non puntano verso suoni dentali. Infine, la *l dell'EMC in base alle glosse ha pure dei contatti con suoni velari (*k, *g, *h) in EMC, il che ha portato sia Li che Karlgren a ricostruire un cluster *g-l- in OC, ereditato in EH.
I suoni affricati dell'EMC (*dz, *ts, *tsh) concordano con le glosse dell'EHC, per cui sono rimasti quasi in ogni caso invariati. Solo in dei casi la *dz- ha dei riflessi in *b- in EMC, per cui Coblin ricostruisce il cluster *sb- in EHC come seconda fonte. In altri casi in cui confluisce con delle retroflesse in EMC, si indicano come altre fonti delle retroflesse in EHC che hanno perso la retroflessione, contrapposte a tutte le altre retroflesse in EHC che hanno preservato la retroflessione ereditata a sua volta dall'EMC.
La *z in EMC in base alle glosse proviene non solo da *z in EHC, ma anche da un cluster in EHC che Coblin ricostruisce come *sgj- per contatti con suoni velari. La *s- in EMC ha sia riflessi regolari che riflessi che la collegano a un ipotetico *m- in EMC, per cui la *s- secondo Coblin deriva anche da un cluster in EHC ricostruito come *sm- tuttavia non presente nel dialetto parlato da Zheng Xuan e dalla sua area di provenienza, in basse alle glosse che ha prodotto e sono sopravvissute. La *s- in EMC talvolta ha un ipotetico riflesso velare *g- in EMC in base alle glosse, per cui una terza fonte secondo Li erano due cluster in OC, *sk- e *skw-, da cui Coblin ricostruisce il cluster *sk- in EHC.
Lo stacco glottale a inizio sillaba ereditato dal cinese antico è rimasto preservato in EHC ed è stato a sua volta ereditato dall'EMC.
I suoni palatali in EMC, in base alle glosse, hanno degli ipotetici riflessi in EMC corrispondenti a suoni dentali. A loro volta, tali sillabe vengono classificate tra le "sillabe di tipo B" in cinese antico e sono contrapposte alle "sillabe di tipo A": le sillabe di tipo B, nel passaggio tra cinese antico e primo cinese medio, hanno subito una palatalizzazione, per cui sono nate le prime consonanti palatali del cinese; di contro, le sillabe di tipo A hanno resistito per una loro caratteristica intrinseca che ha bloccato la palatalizzazione e conferiva enfasi alla sillaba. Tra le varie teorie che si sono susseguite nella storia della ricostruzione del cinese antico, alcune hanno ipotizzato una contrapposizione tra vocali lunghe/bimoraiche e accentate e vocali brevi/monomoraiche e non accentate (Pulleyblank) o delle tensificazioni/geminazioni. La spiegazione più seguita, postulata per primo da Jerry Norman (1994) e adottata da Baxter-Sagart sulla base delle glosse risalenti al cinese antico ed ad alcune caratteristiche di rari dialetti cinesi e lingue austronesiane, è che le sillabe di tipo A avessero le consonanti iniziali faringalizzate, contrariamente alle sillabe di tipo B. La faringalizzazione secondo Baxter era presente ancora prima del 1250 a.C. e, nel passaggio tra cinese antico e EHC (seguito a sua volta dall'EMC), ha bloccato la palatalizzazione come attestano le ricostruzioni del primo cinese medio; nelle sillabe di tipo B, invece, è avvenuta la palatalizzazione in EMC. Coblin, pur non parlando apertamente della distinzione tra sillabe di tipo A e B, ipotizza che le sillabe di tipo B durante l'EHC avessero subito l'aggiunta/epentesi della semivocale *-j- con effetto palatalizzante. Siccome nelle sillabe di tipo B è avvenuta una mutazione in EHC, si potrebbe ipotizzare che nell'EHC in parallelo è avvenuta una mutazione nelle sillabe di tipo A, che hanno perso la faringalizzazione.
Il proto-Min, il capostipite di una famiglia di dialetti conservativi che si è separato intorno al 110 a.C. per delle migrazioni, non mostra alcuna palatalizzazione dei suoni velari di tipo B, siccome si è separato dal cinese antico prima che avvenissero tali palatalizzazioni. Di contro, mostra la palatalizzazione dei suoni dentali in *tš e *tšh aspirato.
Siccome la ricostruzione di Li non contiene suoni uvulari e uvulari labializzati in cinese antico e ereditati in parte nel periodo Han (la teoria delle uvulari in cinese è stata elaborata da Pan Wuyun nel 1997), Colbin non parla di riflessi di suoni uvulari in EHC. Ad ogni modo, l'EMC non ha suoni uvulari, che sono mutati in uno stacco glottale tramite debuccalizzazione o in una fricativa *h-, *x- nella ricostruzione di Baxter (2011), per cui potrebbero avere subito una qualche mutazione (a partire, per esempio, dalla caduta della faringalizzazione se erano di tipo A).
La ricostruzione del cinese antico di Li non contiene nemmeno le radici sesquisillabiche ("una sillaba e mezzo", secondo la definizione di Matisoff, 2003) o le "radici bisillabiche", cioè radici con un prefisso blandamente attaccate, poi perse a seguito di caduta entro l'EMC, per cui il cinese è diventato una lingua pienamente sillabica; le radici sesquisillabiche sono state ricostruite da Baxter-Sagart (2014) e la presenza di tale prefisso ha impedito la palatalizzazione di una consonante in EMC. Non è chiaro se le radici sesquisillabiche sono sparite nel LHan. Parte di queste sillabe avevano la "mezza sillaba" che consisteva in un prefisso sia di natura morfologica in cinese antico che di natura morfologica in una fase antecedente poi persa, per cui semplicemente il prefisso blandamente attaccato era considerato parte integrante della radice. Se il LHan ha perso la morfologia del cinese antico, allora almeno una parte delle radici sesquisillabiche hanno subito una caduta di foni; se tale caduta di foni è stata estesa anche solo per analogia, il LHan ha completamente perso ogni radice sesquisillabica, per cui già il LHan potrebbe già essere diventato una lingua pienamente sillabica.

#### Tabella riassuntiva delle consonanti iniziali
La tabella, in fondo, è integrata con due aggiunte riprese dalla ricostruzione aggiornata di Baxter-Sagart (2014) del cinese antico.
| EHC/LHan           | EMC (Li)                         |
| ------------------ | -------------------------------- |
| *b                 | *b-                              |
| *p                 | *p-                              |
| *ph                | *ph-                             |
| *m                 | *m-                              |
| *t                 | *t-                              |
| *th-; *hl-; *kh-l- | *th-                             |
| *d                 | *d-                              |
| *n                 | *n-                              |
| *t-r-              | *ṭ-                              |
| *th-r-; h-lj-      | *ṭh-                             |
| *d-r-              | *ḍ-                              |
| *n-r-              | *ṇ-                              |
| *l-; *ɺ-; *g-l-    | *l-                              |
| *ts-               | *ts-                             |
| *tsh-              | *tsh-                            |
| *dz-; *s-b-        | *dz-                             |
| *s-                | *s-                              |
| *z-; *s-gj-        | *z-                              |
| *tsr-              | *tṣ-                             |
| *tshr-             | *tṣh-                            |
| *dzr-              | *dẓ-                             |
| *sr-; *smr-        | *ṣ-                              |
| ?                  | *dź-                             |
| *t-j-, *tś-        | *tś-                             |
| *th-j-, *tśh-      | *tśh-                            |
| *n-j-?             | *ńź-                             |
| *s-j-?             | *ś-                              |
| *d-j-, *dź-        | *ź-                              |
| *ˀ-                | *ˀ-                              |
| *(sesquisillabi)   | *-∅ (e radice non palatalizzata) |
| *(suoni uvulari)   | *h- *x-, *ˀ-                     |

### Vocali e coda di sillaba
L'EHC aveva conservato il sistema di vocali del cinese antico: secondo la ricostruzione Baxter-Sagart (2014), esse sono *a, *e, *i, *o, *u, *ə (quest'ultima in EMC è trascritta "ə" da Li e "+" da Baxter). Questo sistema è quello su cui vige il consenso, mentre altri autori del passato hanno proposto molte più vocali; per esempio, Karlgren ne ha ipotizzate parecchie per illustrare la tonogenesi, ignorando le teorie sulla tonogenesi in vietnamita e cinese di Haudricourt.
Nel periodo dell'EHC, come mostrano le glosse del periodo, erano già avvenuti alcuni mutamenti di vocale attestati nel primo cinese medio. In particolare, la *ə seguita da una qualunque coda di sillaba in EMC muta quasi sempre in una *-i- (o in una semivocale *-j- facente parte di un dittongo o trittongo). Se solo per un attimo si prende in considerazione la ricostruzione B/S del cinese antico, la vocale del cinese antico *ə resta perfettamente preservata se presente nel dittongo *-əj, che in EMC è trascritto come *-+j (e.g., 非 *pəj > *pj+j, sillaba di tipo B) e che in EHC si trascrive come *-əj. In parecchi casi, deriva anche da *-ər in cinese antico.
I tre stop consonantici senza rilascio udibile di suono *-p, *-t, *-k sono stati ereditati in EHC, con variazioni minime.
Le tre code nasali di sillaba *-m, *-n e *-ng del cinese antico sono state anch'esse ereditate direttamente in EHC, senza modifiche; se presenti, sono successive al primo cinese medio e riguardano l'anteriorizzazione di *-ng in -n, come per esempio nel radicale Kangxi del vaso sacrificale, 皿 (min3), che in primo cinese medio era *mjaengX come dimostrato anche dalle pronunce in giapponese, coreano e vietnamita. Lo stesso avviene nel radicale della rana, 黽 (min3), in primo cinese medio in *-ng.
Baxter e Sagart, nella loro ricostruzione del cinese antico, aggiungono come una *-r finale in cinese antico sia evoluta in *-n durante l'EHC ma sia mutata in *-j nei dialetti dello Shandong, il che spiega questo riflesso anomalo; ma la *-r finale non è stata ricostruita da Li.
In EHC, la tonogenesi non era ancora avvenuta: lo stacco glottale/colpo di glottide a fine sillaba (da non confondere con quello eventualmente a inizio sillaba) è rimasto preservato dal cinese antico del primo periodo imperiale. Le sillabe con lo stacco glottale, siccome avevano una vocale tendenzialmente breve, non erano usate per trascrivere sillabe di lingue indiche con vocali lunghe. La *-s è anch'essa rimasta preservata, anche se in tutte le sillabe si era lenita in un'aspirazione sorda *-h per debuccalizzazione; l'unico caso in cui si è preservata è nel cluster finale *-ts, ereditato dal cinese antico. Siccome le sillabe con *-h finale avevano una vocale tendenzialmente lunga, tali sillabe erano preferite per trascrivere le sillabe di lingue indiche con vocali lunghe.
Pertanto, la tonogenesi è successiva al cinese degli Han orientali ed è sicuramente attestata in primo cinese medio: la caduta dello stacco glottale a fine sillaba ha portato alla nascita del tono crescente in EMC, mentre la caduta della *-h a fine sillaba ha portato alla nascita del tono discendente in EMC. Le sillabe con i tre stop *-p, *-t, *-k sono state inserite in una categoria detta "tono entrante", che indica semplicemente che le vocali erano molto brevi e sfuggite perché interrotte dallo stop. Infine, le sillabe rimaste fuori da queste tre classi tonali sono confluite nel tono piatto, che non ha flessione di timbro e si accompagna a un allungamento vocalico. Le informazioni esatte sul registro vocale non sono disponibili.
I tre stop a fine sillaba combinati con il suffisso *-s hanno dato origine a dei cluster che in EMC o hanno perso la *-s e hanno assunto il tono entrante, o hanno perso l'intero cluster e hanno assunto il tono crescente. Siccome lo stop perso non è attestato nei dialetti cinesi e nei prestiti sino-xenici a partire dal cinese medio, sono per esempio individuabili e ricostruibili in cinese antico attraverso l'analisi del substrato di cinese antico in antiche proto-lingue, per esempio.

#### Tabella riassuntiva della coda di sillaba
La tabella disambigua se una ricostruzione è di Li oppure solo e unicamente di Baxter-Sagart (2014). La notazione del tono crescente e decrescente in EMC (X, H) è di Baxter (2011). Il simbolo in logica e linguistica dell'insieme vuoto "∅" indica qui una caduta di fono o l'assenza di coda di sillaba (detta anche "coda zero"), mentre la "V" indica una generica vocale. X indica il tono crescente in EMC, mentre H indica il tono discendente.
| OC                  | EHC                   | EMC               | Ricostruzione                                     |
| ------------------- | --------------------- | ----------------- | ------------------------------------------------- |
| *-∅                 | *-∅                   | *-∅ (tono piatto) | Comune                                            |
| *-p                 | *-p                   | *-p               | Comune                                            |
| *-t                 | *-t                   | *-t               | Comune                                            |
| *-k                 | *-k                   | *-k               | Comune                                            |
| *-ʔ                 | *-ʔ                   | X                 | Comune                                            |
| *-s                 | *-h                   | H                 | Comune                                            |
| *-n                 | *-n                   | *-n               | Comune                                            |
| *-m                 | *-m                   | *-m               | Comune                                            |
| *-ŋ                 | *-ng                  | *-ng              | Comune                                            |
| *-r                 | *-n (*-j)             | *-n               | Baxter-Sagart (2014)                              |
| *-nʔ, *-mʔ, *-ŋʔ    | *-nʔ *-mʔ *-ngʔ [?]   | *-nX, *-mX, *-ngX | Baxter-Sagart (2014)                              |
| *-rʔ                | *-nʔ (*-jʔ) [?]       | *-nX              | Baxter-Sagart (2014)                              |
| *-ns, *-ms, *-ŋs    | *-ns *-ms *-ngs [?]   | *-nH, *-mH, *-ngH | Baxter-Sagart (2014)                              |
| *-ps > *-ts > *-Vjs | *-Vjh                 | *-VjH             | Baxter-Sagart (2014)                              |
| *-ts                | *-ts > *-Vjs? > *-Vjh | *-VjH             | citato da Schuessler (2009); Baxter-Sagart (2014) |
| *-ks                | *-ks? *-h?            | *-∅H              |                                                   |
| *-ʔs                | *-s > *-h             | H                 | Baxter-Sagart (2014)                              |
| *-rs                | *-ns [?]              | *-nH              | Baxter-Sagart (2014)                              |
| *-ŋʔ-s              | *-ngs [?]             | *-ngH             | Baxter-Sagart (2014)                              |

### Altre ricostruzioni
Una ricostruzione alternativa ma estremamente snella del cinese antico degli Han orientali (LHan) è offerta da Axel Schuessler in "Minimal Old Chinese and Later Han Chinese" (2009). Anche Schuessler si basa sulla ricostruzione del cinese antico di Li, che non combacia con quella più recente di Baxter-Sagart, che però sarebbe stata pubblicata solo nel 2014.
Schuessler, a differenza di Coblin, suddivide il cinese degli Han orientali in una prima fase e una fase tarda. Nella prima fase, l'impianto vocalico è più conservativo rispetto al cinese antico, mentre nella seconda fase avviene uno shift vocalico. Inoltre, Schuessler ipotizza che il cinese degli Han orientali fosse già privo dei cluster mostrando due parole buddiste trascritte in cinese e non cita l'ipotesi di Coblin che i cluster avessero una pronuncia allofona come consonante retroflessa che poi avrebbe soppiantato la pronuncia originale di cluster. Inoltre, esprime incertezza sull'esistenza o meno dei toni, ma apre alla possibilità che le sillabe conservassero l'antico stacco glottale finale e l'antica *-s in una forma indebolita, trascrivibile e ricostruibile come un'aspirazione sorda *-h. Tuttavia, indica come la *-s presente nel cluster *-ts si sia preservata.

### Morfologia, lessico e sintassi
Presumibilmente, il cinese degli Han orientali ha perso lo scarno impianto di morfologia del cinese antico, per cui il cinese è diventato una lingua isolante. Nonostante esistano numerose glosse di pronuncia, correzioni di caratteri, esplicazioni di passaggi ecc., nessuna glossa accenna apertamente a temi che riguardano ciò che in linguistica è un affisso morfologico (un prefisso, un infisso o un suffisso); anche lo stesso Xu Shen, che pure ha scritto un dizionario che si occupa di spiegare i caratteri e indicare la pronuncia, non ha mai messo riferimenti a un sistema di affissi; infine, anche le glosse paronomastiche, che in partenza si prefissavano di offrire spunti per imparare la pronuncia dei caratteri, non mette alcun riferimento a un sistema di affissi.
A livello lessicale, il cinese degli Han orientali vede la diffusione in scrittura delle prime parole bisillabiche, dovuta forse all'evoluzione dei suoni che rendeva molte parole omofone. Nel cinese antico fino al primo periodo imperiale, i bisillabi sono molto rari. I bisillabi comunque venivano usati sporadicamente in letteratura, mentre sono molto più diffusi in baihua.
La sintassi sia in cinese pre-classico che classico è sempre caratterizzata da un ordine dei costituenti S-V-O, siccome la frase con ba3 (把) che permette di anticipare l'oggetto in posizione pre-verbale appartiene al cinese moderno; esistono solo alcune parziali eccezioni già presenti nelle fasi più antiche del cinese letterario, per esempio nel caso in cui un c. oggetto è sostituito da un pronome interrogativo: il pronome si mette in posizione pre-verbale. Il cinese classico è una lingua pro-drop, per cui elementi come il pronome personale o l'oggetto a cui si riferisce un'azione potevano essere omessi quando il contesto permette di comprendere la frase.

### Evoluzione della grammatica dal cinese pre-classico
Il cinese classico (wen2yan2 文言) è stato per secoli la grammatica delle opere letterarie, contrapposto al linguaggio vernacolare molto più informale e vicino al parlato (il baihua), ma è stato preceduto da una varietà di grammatica (che ha un impatto anche sulla scrittura) ancora più arcaica detta "cinese pre-classico" (gu3wen2 古文) e che solo in apparenza è "cinese classico".
Una delle prime grandi trattazioni dell'evoluzione del cinese pre-classico in cinese classico (cinese degli Han orientali), è di William Howard Harvey Dobson, "Late Han Chinese: A Study of the Archaic-Han Shift" del 1964.
W. H. H. Dobson ha chiamato il cinese pre-classico o guwen2 "Archaic Chinese" e l'ha diviso a sua volta in due fasi, una monarchica che si conclude con l'avvento della dinastia Qin e la costruzione della vasta macchina burocratica imperiale (Early Archaic Chinese, EAC) e una fase di passaggio coincidente con la dinastia Han orientale (Late Archaic Chinese, LAC); Dobson non cita anche la dinastia Qin e la dinastia Xin, ma è importante notare come la lingua sia stata oggetto delle politiche di Qin: sotto al suo impero, avvenne per esempio la prima standardizzazione dei sinogrammi sotto la guida del cancelliere Li Si, per cui molte varianti dei caratteri vennero epurate al fine di efficientare la gestione del neonato impero cinese. Il cinese classico o wen2yan2 viene individuato solo a partire dalla dinastia Han orientale e, nella fase della sua nascita, viene detto "Late Han Chinese" (LHC). Lo studio è stato eseguito attraverso la comparazione di due testi letterari, ovvero il Mencio e una sua parafrasi di Zhao Qi (趙岐, morto nel 201) detta Mengzi zhangju (孟子章句). Il primo testo è in cinese pre-classico imperiale, mentre l'altro è in cinese classico degli Han orientali.
A livello grammaticale, dal LAC (ovvero dal secondo e ultimo periodo del gu3wen2) inizia a svilupparsi il LHC, ovvero il wenyan o cinese classico. Il cinese classico alla sua nascita è l'evoluzione dell'ultima fase del gu3wen2/cinese pre-classico, molto più scarno e esile. Infatti il cinese classico si dota della sua prima struttura copulativa per esprimere il verbo "essere": già nel LAC (Han occidentali) compare la particella a fine frase ye3 也 (in origine il pittogramma di un serpente) e una struttura alternativa che possiede il verbo essere, shi4 是 (in origine 昰). Il verbo essere è il riadattamento del carattere nella sua forma originale, che in cinese pre-classico è un deittico prossimale (questo/a) o un aggettivo ("giusto/a"). Compare anche la struttura X 单 Y che fa uso del sinogramma dan1 e si traduce come "X è soltanto/semplicemente/meramente Y", che si nega con X 非单 Y ovvero con fei1; se si nega con bu4 不, non si riferisce a un nome a un verbo e traduce "Non limitarsi a...". Compaiono infine i primi classificatori, per cui la struttura "numero +nome" si arricchisce del classificatore.
La distinzione in passato netta tra le forme determinative e pregnanti dei dimostrativi inizia a sfumarsi, per cui 其 e 之 si usano quasi indistintamente; inoltre gli usi della particella zhi1 之 diventano più precisi e l'uso ampio di 之 come dimostrativo, secondo Dobson, attraverso una lenizione porta a forme successive come ci3wu4 (此物, "questa cosa") ci3shi4 (此事, "questa faccenda/situazione"), ci3ren2 (此人, "questa persona"), ci3di4 (此地, "questo posto/luogo") e ci3shi2 (此时, "questo periodo/tempo/epoca"). La forma determinativa dei pronomi personali "io, tu" (wu2, er3 吾, 尔) viene perlopiù sostituita da quella che in origine era la loro forma pregnante, wo3 e ru3 (我, 汝); questi ultimi due per le prime volte si vedono usati anche in costruzioni possessive, seguiti da 之 e il possessore. Anche i verbi modali negativi sono soggetto a un uso più preciso e smussato. Molte particelle sono poi diventate obsolete e sostituite da altre particelle, oppure da parole vuote (senza significato semantico ma solo grammaticale) si sono trasformate in parole piene (le parole vuote comunque erano trascritte con un sinogramma, la cui origine paleografica si può studiare; delle parole vuote, si può anche ricavare un'etimologia); le particelle finali, in particolare, si sono ridotte di numero e l'utilizzo di ogni singola particella è diventato più preciso e affinato. Per dare due esempi di particelle finali diventate obsolete, le due particelle interrogative yan1 焉 e hu1 乎 sono state sostituite da an1 安. La particella qi3 豈, che rimarca solo le domande retoriche per cui si aspettava una risposta scontata negativa, è stata generalizzata ed è diventata una generica particella interrogativa, mentre una particella ulteriore utilizzata solo in domande retoriche, wu1 乌, è diventata obsoleta. I pronomi interrogativi shu2 孰 e shui2 谁 (pronuncia odierna shei2) riferiti a persone, ben distinti in cinese pre-classico, tendono a mescolarsi tra loro per poi fondersi in shui2.
La modalità di un verbo (e.g., certezza, incertezza, obbligo, potere, dovere, volere, desiderio...) viene sempre più indicata con delle costruzioni perifrastiche e analitiche, di cui alcune nuove. Tra gli avverbi di negazione, emergono bu4 不 e wu2 无, che non si usano in modo intercambiabile (il secondo infatti significa "non avere" e ha perso ogni passato connotato modale); bu4 ancora non negava shi4, che si esprimeva ancora con la sillaba fei1 非 (che comunque in cinese antico iniziava con un suono bilabiale che indica come fosse una contrazione di due sillabe di cui la prima era proprio bu4). Un altro avverbio di negazione molto antico, 弗 fu2, era diventato obsolescente. Le negazioni enfatiche vengono espresse per la prima volta con costruzioni perifrastiche, invece di usare una classe di negativi a sé, i "negativi intensivi". Nei pronomi personali, la forma pregnante viene preferita a quella dimostrativa nel caso in cui i pronomi sono agenti, cioè soggetti che svolgono attivamente un'azione. L'avverbio jiao1 交 per indicare la reciprocità diventa obsoleto (nel cinese moderno, si usano le sillabe hu4 互 e xiang1 相). La particella huo4, avente un valore distributivo, muta in una congiunzione disgiuntiva esclusiva con struttura huo4 X huo4 Y ("o X o Y <ma non entrambi>"). Nelle frasi al condizionale, viene marcata per la prima volta sia la protasi ("Se...") che l'apodosi ("...allora..."). La sillaba deng3 等 (non ancora raddoppiata in deng3deng3 等等) viene per la prima volta usata per indicare "eccetera; e simili...".
Cala infine l'uso di er3 而 per marcare le frasi subordinate in favore di nuove costruzioni per esprimere la subordinazione. La particella er3 ha anche iniziato ad assumere un uso strumentale, laddove lo strumento si indica con la particella yi3 以. La particella yuan4 原 e gu4 故 ha iniziato a indicare la causa nelle proposizioni subordinate e si traduce "A causa di X", quando la causa è qualcosa di deliberato e/o pianificato (mai passivo/spontaneo, e.g. "A causa di un terremoto"). Si nota anche la sillaba you4 又 usata per indicare anticamente "anche/pure" è affiancata nel cinese classico a fu4 复; vengono coniate le espressioni/strutture "non solo..." (不复) e "ma inoltre..." (又复) ed è attestato l'avverbio fan3fu4 反复 ("ripetutamente, più volte").